# Darreh Sarā
Darreh Sarā (persiska: دَراسَرا, Darāsarā, دره سرا) är en ort i Iran.   Den ligger i provinsen Mazandaran, i den norra delen av landet, 110 km norr om huvudstaden Teheran. Darreh Sarā ligger 473 meter över havet och antalet invånare är 308.
Terrängen runt Darreh Sarā är bergig åt sydost, men åt nordväst är den kuperad. Runt Darreh Sarā är det ganska tätbefolkat, med 80 invånare per kvadratkilometer. Närmaste större samhälle är Motel Qū, 12,5 km nordost om Darreh Sarā. I omgivningarna runt Darreh Sarā växer i huvudsak blandskog.